# Олд Бойз
«Олд Бойз» (нем. BSC Old Boys) — швейцарский футбольный клуб, расположенный в Базеле. Был основан в 1894 году. Кроме футбольной секции имеются плавательное, легкоатлетическое и теннисное отделения. Воспитанником последнего является один из величайших теннисистов современности Роджер Федерер.
В сезоне 2011/12, заняв второе место во второй группе Первой лиги, Олд Бойз вышли в Первую лигу Промоушен.

## Главные тренеры
- Ференц Конья (1929—1931)
- Жиль Япи-Япо (с июля 2022)